# Massey Ferguson 135
Massey Ferguson 135 (MF135) — колёсный трактор производства Massey Ferguson.

## История
MF135 был первым трактором серии MF100 и преемником MF35. Его производство началось в 1964 году (продажи в Европе — с 1965 года) и было прекращено в 1975, когда на смену ему пришёл MF235. Несколько сотен тысяч тракторов было выпущено, и вместе с парной моделью MF165, он стал самым продаваемым трактором своего времени.
Трактор оснащался трёхцилиндровым дизельным двигателем Perkins мощностью 38 лошадиных сил, на американскую версию можно было установить топливный двигатель Continental.
Коробка передач на 6 передних скоростей и 2 задних, или 12 передних и 4 заднего хода, в случае оснащения трансмиссией Multi-Power. Также в стандартную комплектацию входили: система позиционного контроля, контроля тягового усилия и обратной связи, автоматического контроля глубины вспашки и распределения веса. 
Трактор Massey Ferguson 135 до сих пор востребован на вторичном рынке за счёт спроса в развивающихся странах, одна из главных причин которого заключается в простоте его конструкции и высокой надёжности, а также в знакомстве с этой моделью фермеров, в своё время прошедших обучение в сельскохозяйственных колледжах Великобритании.